# Thecla alcestis
Thecla alcestis är en fjärilsart som beskrevs av Grose-smith 1889. Thecla alcestis ingår i släktet Thecla och familjen juvelvingar. Inga underarter finns listade i Catalogue of Life.